# Arkadiusz Głowacki
Arkadiusz Rafał Głowacki (Poznań, 13 de março de 1979) é um ex-futebolista polonês. Ele disputou a Copa do Mundo FIFA de 2002.